# فيزيكال ريفيو
فيزيكال ريفيو (بالإنجليزية: Physical Review)‏ هي دورية علمية أمريكية تراجع بالأقران، تأسست في 1893 بواسطة إدوارد ليمينجتون نيكولز.